# Kazimierz Krzywda-Bogucki

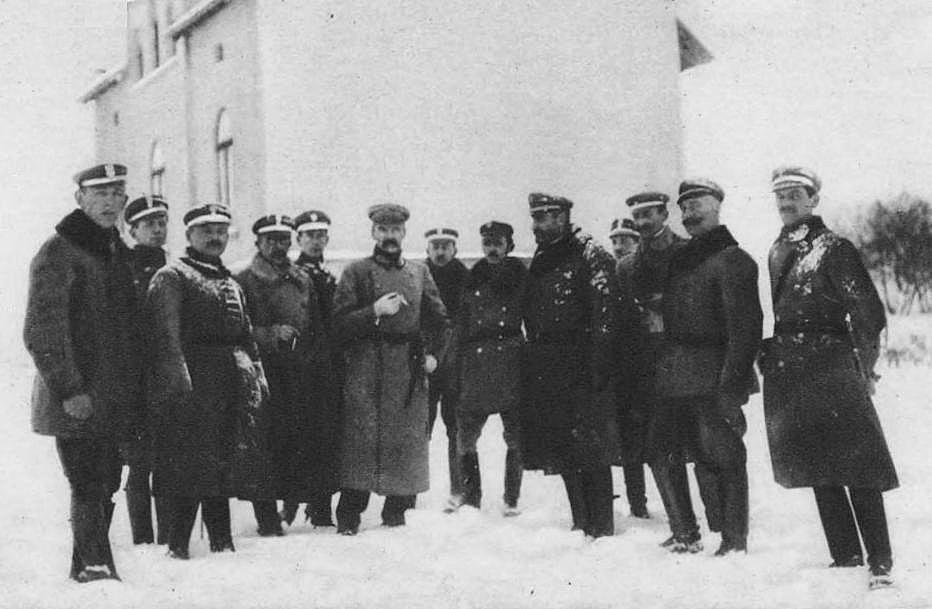
Oficerowie na pozycjach w Snopkowie 28 grudnia 1918. Od lewej: kpt. Bernard Mond, rtm. Michał Cieński, gen. Józef Leśniewski, marszałek Józef Piłsudski, ppor. Kazimierz Bogucki, gen. Tadeusz Rozwadowski, por. Stanisław Drobniewicz, ppłk Czesław Mączyński, ppłk Michał Tokarzewski

Kazimierz Bogucki herbu Krzywda (ur. 4 kwietnia 1896 we Lwowie) – porucznik Wojska Polskiego, działacz niepodległościowy, kawaler Orderu Virtuti Militari.

## Życiorys
Urodził się 4 kwietnia 1896 we Lwowie, w rodzinie Jana. Studiował na Politechnice Lwowskiej.
Podczas I wojny światowej działał w Polskiej Organizacji Wojskowej. U kresu wojny od początku listopada 1918 w stopniu podporucznika brał udział w obronie Lwowa podczas wojny polsko-ukraińskiej. W pierwszych dniach listopada służył i walczył na Wulce i w szkole kadeckiej. Następnie, w dniach 5-10 listopada jako dowódca I plutonu (rozlokowanego na wzgórzach wzdłuż ulicy Kadeckiej) w składzie oddziału por. Bernarda Monda, uczestniczył w walkach o Cytadelę. Pod koniec grudnia 1918 był na pozycjach w Snopkowie. Poległ w 1920, w obronie Lwowa lub w walkach z bolszewikami na Litwie.
Został pochowany na Cmentarzu Obrońców Lwowa (kwatera II, miejsce 47 lub 48) (według innej wersji w katakumbach I, miejsce 7).
Uchwałą Rady Miasta Lwowa z listopada 1938 jednej z ulic we Lwowie nadano imię Kazimierza Krzywda-Boguckiego.

## Ordery i odznaczenia
- Krzyż Srebrny Orderu Wojskowego Virtuti Militari nr 2922 – pośmiertnie, 10 sierpnia 1922[14][15][16][17][18]
- Krzyż Niepodległości – pośmiertnie, 4 listopada 1933 „za pracę w dziele odzyskania niepodległości”[19][1]